# Соња Продановић
Соња Продановић је архитекткиња, еколошкиња и антиратна активисткиња. Рођена је у Дубровнику где је завршила гимназију након чега се сели у Београд и студира на Архитектонском факултету. Магистрирала је на У.Ц.Л.-у ( U.C.L. Barttlet School of Architecture) и  око деценију је радила као  архитектиња у Лондону те се 1976. враћа за Београд и запошљава као просторни планер на Институtу за архитектуру и урбанизам Србије где  остаје до своје пензије. 
Активна у ФеНС (Federation of NGOs in Serbia) и у Европском покрету Србија, Европском еколошком форуму и председница је радонице EcoUrban.
Чланица је међународних група „Различите жене за различитост" (Diverse Women for Diversity) и Светског марша жена (World Women March).
Писала је чланке за лист Република и Данубиус – часопис за регионалну сарадњу
. 

## Еколошки активизам
Соња Продановић се од 1973. године залаже за одрживи развој и важност укључивања цивилног друштва у еколошке стратегије. Кроз учешћа на конференцијама, трибинима и пројектима, као и кроз интервјуе и чланке, наглашава важност учешћа локалних руралних заједница у планирању одрживог развоја и критикује политичку контролу инвестирања. Бави се темом диспаритета између урбаних и руралних средина након ратова у Југославији као последици прерасподеле природних и културних ресурса и неефективног урбаног и економског развоја.
Чланица пројекта УН „Јужни Јадран“ после земљотреса 1979. на изради студија за ГУП Будве где је урадила студију обнове споменике баштине. У тај пројекат је самоиницијативно укњучила и земљотресом погођена паштровска села у обиму реконструкције и заштите као и заштиту шума и маслињака, који су била занемарена овим пројектом. Овај део пројекта није узет у обзир приликом израде ГУП.
На  пројекат којим би се Црна Гора представила као „еколошка држава“ Соња даје критички осврт и спори атрибуте „државности“ концепта тј. критикује политичку мотивацију развоја туризма где еколошки аспекти заштите животне средине, урбаних насеља и културних наслеђа нису озбиљно узети у разматрање. Због таквог свог стана бива склоњена са пројека на којему је првобитно планирано да учествује.
Учесница је многих регионалних и међународних еколошких конгреса и трибина.  

## Антиратни активизам
У политичкој и друштвеној клими у Србији и бившим републикама Југославије крајем 80-их и почетком 90-их година двадесетог века у којој букти национализам и дешавају се први оружани сукоби који прерастају у рат, Соња Продановић заговара становиште да су искуства цивилног становништва, људи који су пружали отпор, нарочито људи из мешовитих бракова,  деце која су доживела рат, избрисана из сваке политичке агенде а да су заправо важан аспект мировне кодификације (грасрутс иницијативе). Кроз свој активизам она наставља југословенско социјалистичко искуство у коме су антиратни принцип и антифашизам  једни од основних вредности. Такође скреће пажњу на проблем урбицида  - убиства градова симбола мултикултуралности. Термин урбицида се никада није успоставиo као категорија ратног злочина иако се на територији бивше Југославије односи на ратна разарања подстакнута националистичким тежњама. 
"Питамо се да ли се данас још неко сећа оних који су тада хтели и тражили мир; који су знали да треба сачувати вишевековну и вишеслојевиту меморију и градова и пријатеља и властитог детињства"— Соња Продановић, "Петољетка разарања" - гласило "Република", број 149. - октобар 1996
Једна је од првих чланица  Центра за антиратну акцију  и председница мировне групе "Дубрава". У Центру за женске студије је иницирала студије Екофеминизма. Учествовала је на конференцијама у организацији Mеђународне mреже Жена у црном и редовно посећивала протесте. 
1991. године постала је активна у антираном покрету и придружила се апелу „Жене за мир"
25. јула 1991. учествује у протесту Ход мира у организацији Центра за антиратну акцију
На антиратним скуповима под називом „Београдски антиратни маратон“ који су се једном недељно одржавали у позоришту „Душко Радовић“ од октобар 1991. до јануара 1992. она упознаје Небојшу Попова, Приможа Беблера, Наташу Кандић и Срђу Поповића и почиње да се укључује у активистичке антиратне кругове Београда.
Као свој први јавни активистички искорак препознаје онај на протесту солидарности грађана Београда са грађанима блокираног Дубровника „Прекинимо мржњу да престане рат“, одржаног 5. октобра 1991. на ком су студенти Филозофског факултета написали петицију да се становницима Дубровника пусте вода и струја. На тај протест је отишла са пријателјицом њених родитеља, Недом Божиновић из Женског Парламента, по чину резервни мајор ЈНА и Маринком Романов Арнери, пуковницом на ВМА.
На предлог Неде Божиновић, Соња је одржала говор на протесту након кога су њих три у пратњи још десет особа кренуле у Генералштаб да однесу петицију студената. Захвалјујући Нединим и Маринкиним војним легитимацијама, пуштене су у зграду Генералштаба где су захтевале да разговарају са генералом Кадијевићем.  До тога разговора није дошло како јер је он, како су обавештене, био службено одсутан. Примио их је генерал Тица.  Све три сведоче о грубости војника које су тада претрпеле.
Соња Продановић је на захтев Соње Лихт као прва београђанка посетила Колективни центар Крњача у којем је помагала у збрињавању болесне деце и разговарала са избеглицама из Босне и Херцеговине. Након овога координира сакупљање одеће и обуће за избеглице у девет центара.
У Центру за културну деконтаминацију је 1. априла 2000. године постављена представа „Очешљана певачица" у режији Ане Миљанић у којој Соња добија улогу Мире Марковић и глуми поред Петра Луковића.
02.12.2009. године је говорила на трибини „Дубровник-памтимо!" одржаној у Скупштини општине Стари град, заједно са Весном Пешић, Сабином Таловић и Кочом Павловићем.
Соња учествује и на трибинима и радионицама у организацији Жена у црном:
27. мај 2009 - уметничко-активистичка акција „Право на дом"
децембар 2009 - трибина поводом обележавања годишњице напада на Дубровник, „Дубровник-памтимо!"
06. јул 2015 - разговор са активисткињама и активистима из Шпаније (Podemos!)
август 2019 - радионица „Разговор са мушком групом за подршку" 